# Pulitzer-Preis 1932
Der Pulitzer-Preis 1932 war die 16. Verleihung des renommierten US-amerikanischen Literaturpreises. Es wurden Preise in neun Kategorien im Bereich Journalismus und dem Bereich Literatur, Theater und Musik vergeben.
Die Jury bestand aus 13 Personen, unter anderem dem Präsidenten der Columbia-Universität Nicholas Murray Butler und Ralph Pulitzer, Sohn des Pulitzer-Preis-Stifters und Herausgeber der New York World.

## Preisträger
| Kategorie                                     | Preisträger                                                                                   | Begründung |
| --------------------------------------------- | --------------------------------------------------------------------------------------------- | --- |
| Dienst an der Öffentlichkeit (Public Service) | Indianapolis News                                                                             | Preis verliehen für eine erfolgreiche Kampagne gegen Steuerverschwendung und für eine Steuersenkung.                                                                |
| Berichterstattung (Reporting)                 | W. C. Richards, D. D. Martin, J. S. Pooler, F. D. Webb und J. N. W. Sloan, Detroit Free Press | Preis verliehen für die Berichterstattung über die Versammlung der Amerikanischen Legion 1931 in Detroit.                                                           |
| Korrespondenz (Correspondence)                | Charles G. Ross, St. Louis Post-Dispatch                                                      | Preis verliehen für seinen Artikel mit dem Titel The Country's Plight -- What Can Be Done About It? und eine Diskussion über die wirtschaftliche Situation der USA. |
| Korrespondenz (Correspondence)                | Walter Duranty, The New York Times                                                            | Preis verliehen für die Berichterstattung über den russischen Fünfjahresplan.                                                                                       |
| Karikatur (Editorial Cartooning)              | John T. McCutcheon, Chicago Tribune                                                           | Preis verliehen für A Wise Economist Asks a Question. |

| Kategorie                                                   | Preisträger                                                           |
| ----------------------------------------------------------- | --------------------------------------------------------------------- |
| Roman (Novel)                                               | The Good Earth (dt. Titel: Die gute Erde) von Pearl S. Buck           |
| Theater (Drama)                                             | Of Thee I Sing von George S. Kaufman, Morrie Ryskind und Ira Gershwin |
| Geschichte (History)                                        | My Experiences in the World War von John J. Pershing                  |
| Biographie oder Autobiographie (Biography or Autobiography) | Theodore Roosevelt von Henry F. Pringle                               |
| Dichtung (Poetry)                                           | The Flowering Stone von George Dillon                                 |